# Ditfurt
Ditfurt è un comune tedesco di 1 463 abitanti situato nel land della Sassonia-Anhalt.